# DigiKam
digiKam est un logiciel multiplate-forme de gestion d'images. Il est sorti en 2002 et distribué sous licence GNU GPL. Il peut importer des images depuis des médias et organiser les photos par dossiers (albums). Il permet la manipulation d'images (redimensionnement, rotation, filtre anti-yeux rouges…) grâce aux plugins KIPI (KDE Image Plugins Interface) qu'il gère.
Il peut également prendre des photos et afficher le viseur sur l'interface via libgphoto (menu camera ⇒ capture, agrandir la fenêtre pour rendre le viseur visible), si l'APN est supporté dans ces fonctions par la bibliothèque. Il ne permet pas par contre, un contrôle distant aussi fin que GTKam, Entangle ou DarkTable sur les paramètres de l'APN.